# Distretto di Makham
Il distretto di Makham (in thailandese: มะขาม) è un distretto (amphoe) della Thailandia, situato nella provincia di Chanthaburi.